# Klíč
Der Klíč (deutsch Kleis) ist einer der markantesten Kegelberge im Lausitzer Gebirge in Nordböhmen (Tschechien). Beeindruckend ist die 60 Meter hohe Felsflanke auf der Südwestseite mit der darunterliegenden großen Blockhalde, die dem Berg seine typische Form gibt. 1967 wurde der obere Teil des Berges wegen des Vorkommens seltener Pflanzenarten zum Nationalen Naturreservat erklärt und ist nur auf dem gekennzeichneten Wanderweg begehbar. Das Reservat ist 40 Hektar groß.

## Lage und Umgebung
Der Klíč befindet sich unmittelbar nördlich der Stadt Nový Bor (Haida). Direkt am Fuße liegen die Gemeinden Svor (Röhrsdorf) und Polevsko (Blottendorf). An der Südostseite verlaufen die Europastraße 442 und die Trasse der Böhmischen Nordbahn von Česká Lípa nach Rumburk. Direkt unterhalb des Gipfelaufbaus befindet sich die Kleisquelle (tschechisch heute Kamzičí studánka – Gemsenborn – genannt), welche zur Trinkwasserversorgung von Nový Bor genutzt wird. Westlich liegt das Tal der Šporka.

## Geschichte
Wegen seiner vorgerückten Lage als südlichster Ausläufer des Lausitzer Gebirges war der Kleis im Mittelalter zum Standort einer Burganlage strategisch ungeeignet. Er diente deshalb nur als Beobachtungsposten für die weiter nördlich an den Wegen über das Gebirge befindlichen Burganlagen Mühlstein und Tollenstein.

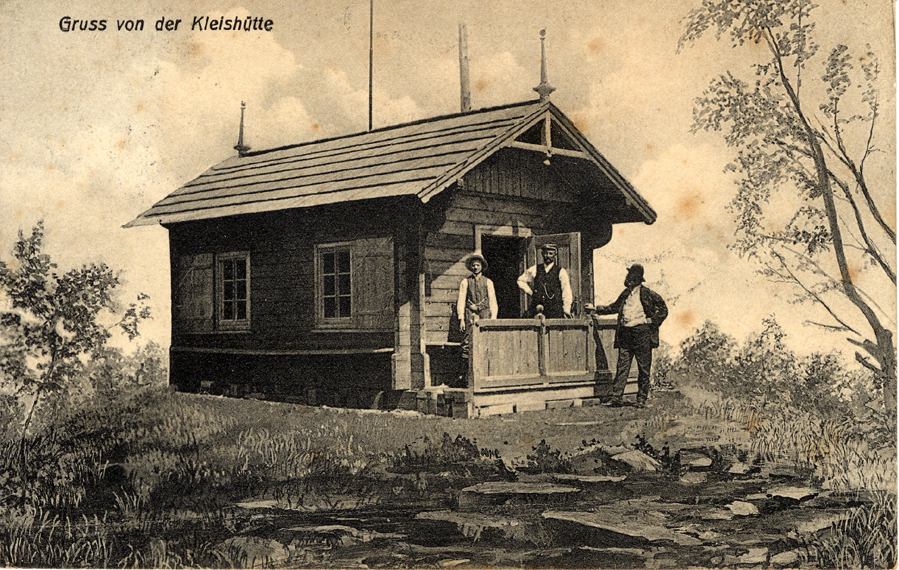
Kleishütte im Jahre 1905

1850 entstand auf dem Gipfel eine kleine Schutzhütte, die 1872 durch eine größere, ebenfalls hölzerne Hütte ersetzt wurde. Im Jahre 1893 errichtete die Abteilung Haida des Gebirgsvereins für das nördlichste Böhmen einen befestigten Serpentinenaufstieg aus nordwestlicher Richtung zum Gipfel, der noch heute recht gut erhalten ist. 
Nach 1900 erfolgte die Ansiedlung von Gämsen, die noch heute auf dem Schuttkegel unterhalb des Steinhanges oder im Gipfelbereich vorkommen. Im Jahre 1928 ist erstmals die tschechische Bezeichnung Klíč nachweisbar.
Die Kleisberghütte von 1872 brannte wie viele andere Gebirgsbauden im böhmischen Teil des Lausitzer Gebirges nach Beendigung des Zweiten Weltkrieges durch Brandstiftung im Jahre 1945 ab.
In der zweiten Hälfte des 20. Jahrhunderts veränderte sich durch das Waldsterben auch der Bewuchs des Berges und die Fichtenbestände sind heute verschwunden.

## Aussicht

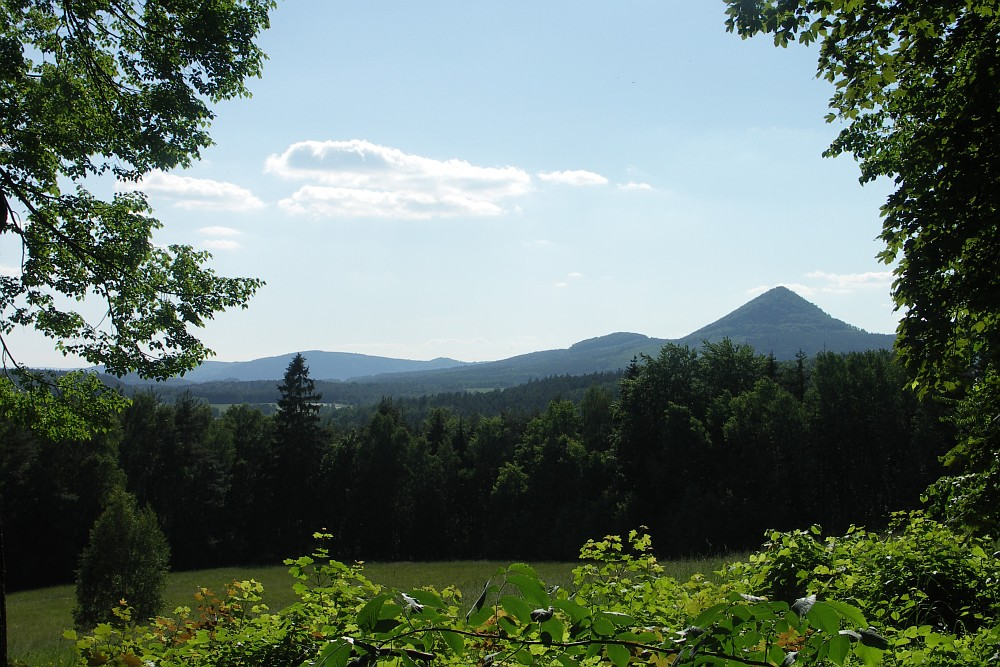
Kleis gesehen von Kalvarienberg bei Zwickau (Křížový vrch (Cvikov))

Da oberhalb von 700 m nur noch spärlicher Baumbewuchs vorhanden ist, bietet der Klíč eine sehr gute Fernsicht zu den Bergen des Böhmischen Mittelgebirges und dem Ralsko (Roll). Nach Norden und Osten bilden die Gebirgszüge des Lausitzer Gebirges, Jeschken-, Iser- und Riesengebirges ein eindrucksvolles Panorama. Nach Westen bietet sich eine einmalige Überschau über die Tafelberge der Sächsisch-Böhmischen Schweiz bis ins Erzgebirge hinein.

## Wege zum Gipfel
- Der Klíč liegt am rot-weiß-rot markierten Hauptwanderweg, welcher Jablonné v Podještědí über Svor mit Nový Bor verbindet. Von diesem führt eine markierte Abzweigung zum Gipfel.
- Der Europäische Fernwanderweg E10 führt in der Nähe des Berges vorbei. Vom Abzweig an der Kleisquelle ist der Gipfel über o. g. rot markierten Wanderweg in etwa 20 Minuten erreichbar.